# 자기생산

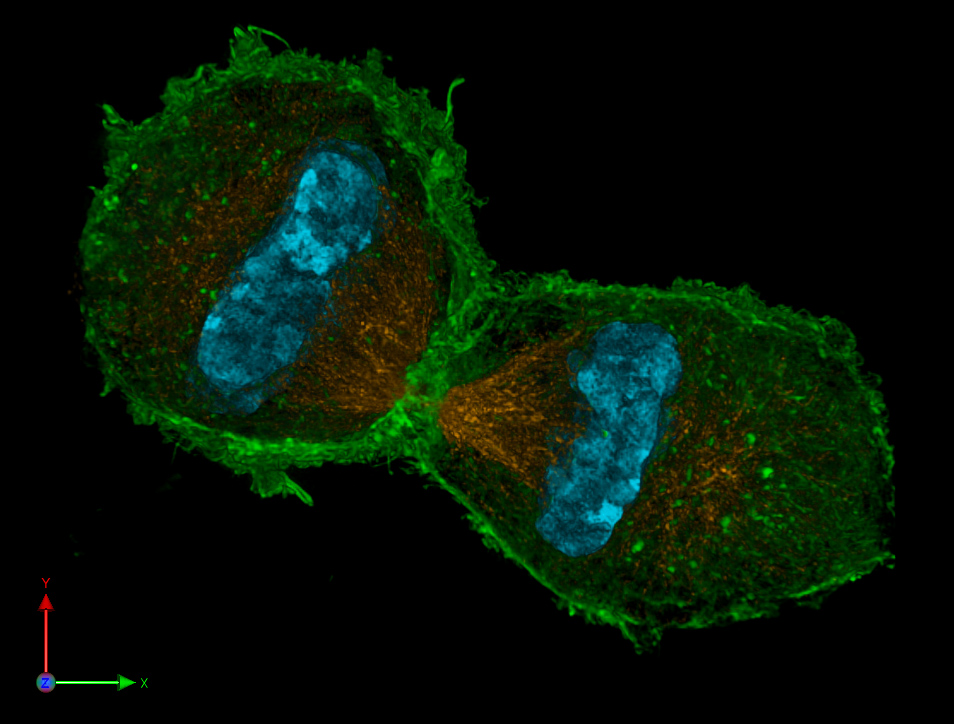
자기생산의 예로 들수 있는 3D로 표사된 살아있는 세포의 유사 분열

자기생산 혹은 자가생산, 자동생산(autopoiesis, (현대 그리스어: αὐτo- (auto-) 자가 현대 그리스어: ποίησις (poiesis) 생산, 생산품)은 자기 자신을 재생산하고 유지해가는 체계를 이른다. 이 개념은 1972년 칠레의 생물학자인 움베르토 마투라나와 프란시스코 바렐라가 살아있는 세포들의 생화학적 자기 유지를 기반으로 만든 용어이다. 자가생산 이론은 체계이론과 사회학등지에 적용되었다. 움베르토 마투라나와 프란시스코 바렐라는 1960년대와 1970년대에 ‘살아 있는 것’을 설명하는 이론 작업에 몰두하였는데, 그들은 생명력과 같이 더 이상 설명이 필요 없는 개념에서 해답을 찾지도 않고, 운동, 생식, 진화와 같은 생명 개념의 속성을 열거하는 것으로 만족하지도 않았다. 그들은 작업의 결과를 Autopoiesis라는 개념에 함축하는데, 이 말은 그리스어 autos(=자기)와 poiein(=제작)의 합성어로 자신(의) 생성 혹은 자신(의) 산출 등의 뜻을 가진다.
자기생산이란 단어는 스스로 무(無)에서 무엇을 만들어내는 것은 아니며, 오히려 이 개념은 체계가 자신의 고유한 역동성으로부터 체계의 존속을 유지한다는 것을 서술하기 위해 사용된다. 이러한 조작적 폐쇄성과 역동적 개방성은 생물학적인 자동생산 체계의 특징이라고 볼 수 있다. 또한 자기생산 체계는 폐쇄적인 동시에 개방적인 체계이다. 자기생산 체계는 구성요소와 작동의 측면에서는 폐쇄 체계이지만, 물질과 에너지의 측면에서는 개방 체계로 볼 수 있다.
자기생산의 핵심적 항목은 다음의 세 가지로 정리할 수 있다.
```
1, 자기생산 체계는 자기구성 요소로부터 자기구성 요소를 재생산한다.
2, 자기생산 체계는 스스로 환경과 경계를 긋는다.
3, 자기생산 체계는 자기구성 요소들 사이의 상호작용을 통해 자신의 상태를 변형해나가며(자기준거), 다음 단계에서 변형한 지점이나 상태로 진입한다(재투입).
[
1
]
```

자기생산이란 하나의 체계가 체계 고유의 작동을 오로지 체계 고유의 작동들의 연결망을 통해서만 생산할 수 있다는 뜻이다. 그리고 이 체계 고유의 연결망은 다시 작동을 통해 생산된다. 한편으로 자기생산은 작동상의 폐쇄성 테제를 뜻한다. 즉 체계는 자기스스로를 생산한다. 체계는 마치 어떤 컴퓨터가 자신의 프로그램을 스스로 개발할 수 있는 것처럼 체계 고유의 구조를 생산할 뿐 아니라 작동 차원에서는 자율적이기도 하다. 체계는 어떠한 작동도 환경으로부터 수입할 수 없다. 이러한 작동상의 폐쇄성은 단지 다음과 같은 언명을 다르게 표현한 것 뿐이다. 즉 하나의 자기생산적 체계는 이 체계가 작동을 생산하기 위해 필요로 하는 작동을 자신의 교유한 작동의 연결망을 통해 생산한다고 볼 수 있다.

## 같이 보기
- 생명의 기원

## 참고 문헌
1. 1 2 3  이철. “루만의 자기생산 체계 개념과 그 사회이론사적 의의”. 《담론201》.
2. ↑  이남복. “루만의 자동생산체계이론”. 《한국사회학회 사회학대회 논문집》.
3. ↑  니클라스 루만. 《체계이론 입문》. 새물결 출판사. 142쪽. ISBN 9788955593808.